# Мирко Косић
Мирко Косић (Кикинда, 1892 — Лугано, 1956) био је економиста и социолог.
Студирао је економију и социологију у Немачкој и Швајцарској, а докторирао економско-политичке науке 1917. у Цириху радом Социолошке основе контроле рађања. Учествовао је као добровољац у српској војсци у рату 1914-1915. године. Предавао је економске предмете и социологију на правним факултетима у Суботици и Љубљани. Био је заменик министра за трговину и индустрију, посланик, заменик гувернера под Недићевом владом. Емигрирао је при крају Другог светског рата и умро у Лугану 1956. године.
Био је свестрано образован интелектуалац. Писао је и теоријски и аналитички о економским, социолошким и политичким проблемима. Битно је допринео утемељењу теоријске социологије у нас и представљао најзначајнијег српског социолога у раздобљу између I и Другог светског рата. Ослањао се на Вебера, Диркема и Парета. Критиковао је марксизам, бољшевизам и нацизам. Писао је о проблемима села и са економског и са социолошког становишта. Бавио се економском и, нарочито, аграрном политиком и теоријом криза. Залагао се за одржавање малог сеоског поседа. Косићева економска дела су социолошки обојена.
Главне књиге су:
- 1925. Основи економске политике
- 1934. Увод у општу социологију
- 1934. Проблеми савремене социологије